# Norberto Menéndez
Norberto Menéndez (14 grudnia 1936; zm. 26 maja 1994) – argentyński piłkarz noszący przydomek Tucho, środkowy napastnik. Wzrost 169 cm, waga 75 kg.
Menéndez był wychowankiem klubu CA Huracán, jednak zawodową karierę piłkarską rozpoczął w 1954 roku w klubie River Plate, w którym grał do 1960 roku. Razem z River Plate trzy razy z rzędu został mistrzem Argentyny - w 1955, 1956 i 1957.
Jako piłkarz klubu River Plate wziął udział w finałach mistrzostw świata w 1958 roku, gdzie Argentyna odpadła już w fazie grupowej. Menéndez zagrał we wszystkich trzech meczach - z Niemcami, Irlandią Północną (zdobył bramkę) i z Czechosłowacją.
W 1960 sięgnął razem z River Plate po wicemistrzostwo Argentyny, a w 1961 grał już w Huracánie. W następnym roku przeniósł się do Boca Juniors, w którym występował do 1967 roku. Grając w Boca Juniors Menéndez zdobył kolejne trzy tytuły mistrzowskie - w 1962, 1964 i 1965. Pozwoliło to na trzykrotny udział w turnieju Copa Libertadores.
Razem z Boca Juniors Menéndez dotarł do finału Copa Libertadores 1963, gdzie jego zespół uległ słynnemu Santosowi, w którego składzie grał król futbolu Pelé. W turnieju Copa Libertadores 1965 Menéndez dotarł razem z Boca Juniors do półfinału, gdzie jego drużyna uległa późniejszym triumfatorom turnieju - zespołowi CA Independiente. Menéndez dotarł także razem z Boca Juniors do półfinałowej fazy Copa Libertadores 1966. W 1968 roku Menéndez zakończył karierę w klubie CA Colón.
Nigdy nie wziął udziału w turnieju Copa América.